# Novokubansk
Novokubansk (del ruso: Новокуба́нск) es una ciudad, centro administrativo del raión de Novokubansk, en el krai de Krasnodar de Rusia. Está situada en Ciscaucasia, en la orilla izquierda del río Kubán, 144 km al este de Krasnodar. Tenía 34 880 habitantes en 2010. Capital del municipio Novokubanskoye.

## Historia
La localidad fue fundada en 1867 como Kubanskoye por soldados retirados del ejército del Kubán. Fueron 233 personas. La población se incrementó rápidamente, iniciándose en 1869 la construcción de una iglesia de madera. Para 1874, la localidad contaba ya con 1526 habitantes. Es a partir de 1875, con la construcción del ferrocarril del Cáucaso Norte que se incremente el ritmo de desarrollo de la localidad. Se construyó en 1881 la granja modelo de Rudolf Steinheil. En 1905 1 700 trabajadores se declararon en huelga, severamente reprimida por las autoridades zaristas. En 1907, un estallido de revuelta motivada por el descontento, fue aplastado por las tropas zaristas. Se construye asimismo una destilería y una bodega, desarrollando la viña. Hasta 1920 pertenecía al otdel de Labinsk del óblast de Kubán. En 1936 fue designada centro administrativo de un raión. Durante la Gran Guerra Patria, fue ocupada por la Wehrmacht de la Alemania Nazi el 6 de agosto de 1942, y liberada por el Ejército Rojo de la Unión Soviética el 25 de enero de 1943. En 1961 fue designada asentamiento de trabajo con el nombre Novokubanski. En 1966 adquirió el estatus de ciudad y su nombre actual. En junio de 2002 la localidad fue afectada por las inundaciones provocadas por la crecida del río Kubán.

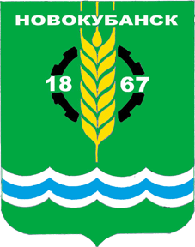
Escudo de 1977.
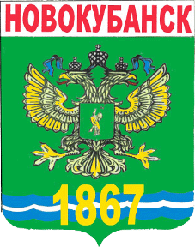
Escudo de 1996.

## Demografía
| 1869  | 1959   | 1970   | 1989   | 2000   | 2002   | 2008   | 2010   |
| ----- | ------ | ------ | ------ | ------ | ------ | ------ | ------ |
| 1 000 | 15 400 | 23 900 | 30 200 | 31 100 | 35 400 | 34 500 | 34 880 |

## Economía y transporte
Novokubansk es un importante nudo de carreteras (M29 Cáucaso) y ferroviario (Ferrocarril del Cáucaso Norte). El principal sector económico de la localidad es la agricultura y la transformación de sus productos (panificadora, azucarera). Las tres principales empresas agrícolas son ZAO KSP Jútork (ЗАО КСП «Хуторок»), ZAO KSP Kubán (ЗАО КСП «Кубань»), OAO OPJ PZ Léninski put (ОАО ОПХ ПЗ «Ленинский путь»). Otros sectores a destacar son la elaboración de vino y destilados, la ganadería y los materiales de construcción (cerámica, ladrillos).